# Geodät

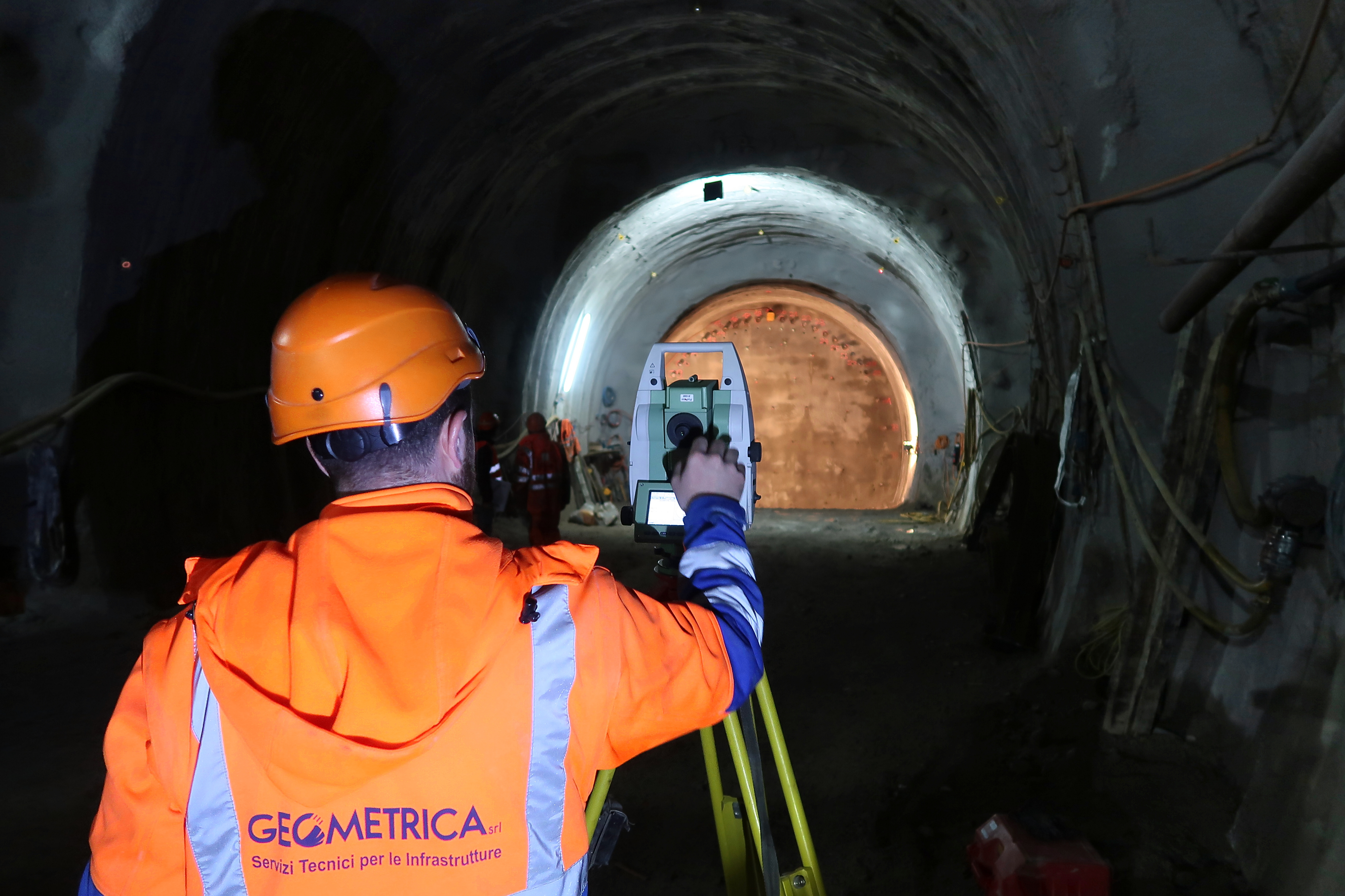
Geodät bei der Tunnelvermessung (Ruckhaldetunnel), 2017

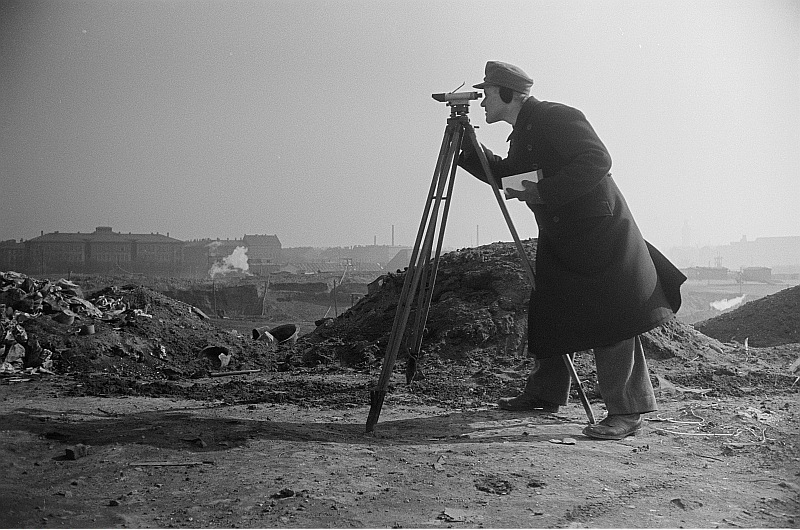
Geodät bei der Geländevermessung, 1952

Ein Geodät (Plural: Geodäten), oder in der Schweiz und Österreich auch Geometer, ist eine Fachkraft der Geodäsie (Vermessungswesen). Ein Geodät, der dieses Fach – an einer Hochschule (Universität oder Fachhochschule) – studiert hat, ist ein Vermessungsingenieur.
Die Ausdrücke „Geometer“ und „Geodät“ stammen aus dem Griechischen und bedeuten etwa „jemand, der die Erde vermisst“ bzw. (in Grundstücke) „einteilt“. Das Wort „Geometer“ wird in einigen deutschsprachigen Gebieten bevorzugt, in anderen gilt es – ebenso wie Landmesser und Landvermesser – als veraltet, in der Umgangssprache trifft man auch auf die Bezeichnung Feldmesser. Die Berufsbezeichnung Vermessungstechniker – daneben auch Geomatiker – trägt, wer eine dreijährige duale Berufsausbildung erfolgreich absolviert hat.

## Aufgaben

### Allgemein
Geodäten stellen sich der Aufgabe, die Erdfigur (Rotationsellipsoid) in ihrer Größe und Form zu bestimmen. Damit dies möglichst exakt vorgenommen werden kann, ist die Kenntnis über das und die Erforschung des Erdschwerfelds eine wesentliche Voraussetzung. Auch erfasst ein Geodät mit Methoden der Vermessungstechnik, der Photogrammetrie und Fernerkundung Geoobjekte auf oder an der Erdoberfläche. Ziel ist es dabei, die Geoobjekte geometrisch in Lage, Orientierung, Größe und Form mit vorgegebener Qualität zu bestimmen. Hinzu kommen die Erhebung von Sachdaten und die Bestimmung von Beziehungen zwischen den Geoobjekten (Relationen, Topologie). Ein Geodät ist auch für die Verwaltung von Geoobjekten, insbesondere für die Geobasisdaten, verantwortlich. Hierzu nutzt er Geoinformationssysteme. Mit Methoden der Kartographie und der Computergrafik erzeugt er Abbildungen dieser Geoobjekte, beispielsweise topographische Landkarten oder 3D-Stadtmodelle.

### Spezifisch
In der Landesvermessung, Kataster- und Bauvermessung hat ein Geodät vor allem mit der Erfassung von geometrischen Größen an der Erdoberfläche und der Übertragung von Grundstücks- oder Bauwerksgrenzen von der Planung in die Natur (Absteckung) zu tun. Vermessungsingenieure sind bei der Vorbereitung von Bebauungsplänen für Hoch- und Tiefbau beteiligt und erstellen die Planunterlagen hierzu. Werden dabei Grundstücke geteilt oder zusammengelegt oder ihre Grenzen festgestellt, berührt dieser Aufgabenbereich den Kataster. Ein mit besonderen Rechten ausgestatteter Geodät (in Österreich Ingenieurkonsulent für Vermessungswesen bzw. Vermessung und Geoinformation, in Deutschland Öffentlich bestellter Vermessungsingenieur (ÖbVI) genannt) darf auch Grenzniederschriften vornehmen. Dies sind Protokolle, die früher Grenzverhandlungen genannt wurden. Er darf auch Änderungen im amtlichen Kataster beglaubigen.
Andere Aufgabenbereiche sind:
- Amtliche Katastervermessungen
  - Grenzanzeige, -Berichtigung und Grenzfeststellung
  - Abmarkung und Festlegen neuer Grundstücksgrenzen
- Ingenieurtechnische Vermessungen
  - Lage- oder Höhenbestimmungen mit Theodolit, Tachymeter, terrestrischer Photogrammetrie oder Laserscanner
  - Nivellement mit dem Nivellier oder der Schlauchwaage
  - Alignement und andere Messungen zur Maschinen- und Bauwerksüberwachung
  - Steuerung von Tunnel-Vortrieben und Montagen im Hochbau sowie Monitoring von deren Stabilität
  - Messungen per GNSS (z. B. GPS, GLONASS, GALILEO)
- Landesvermessung und Erdmessung
  - Schaffung eines Festpunktfeldes mit Hilfe von Triangulation, Polygonierung, Fernerkundung und Luftbildauswertung
  - Erfassung der Topografie
  - Bestimmung der Erdfigur und des äußeren Erdschwerefeldes, Monitoring von Erdrotation und geodätischen Satellitenbahnen
- Erfassung, Herstellung und Bereitstellen von Geobasisdaten und Geoinformation: insbesondere Topografische Karten, digitale Geländemodelle, digitale Leitungskataster; geometrische Primärdaten für raumbezogene Datenbanken und GIS.[1]

Das moderne Berufsbild des Geodäten ist eng mit der Geoinformation bzw. Geomatik und geografischen Informationssystemen (GIS) verbunden. Teilweise nimmt der Geodät auch Managementaufgaben des Immobilien-Bereichs wahr, insbesondere im englischen Sprachraum.
Bei Teilaufgaben dieses Berufsfeldes (Messung, Planzeichnung etc.) wird der Geodät durch Vermessungstechniker und Hilfskräfte (Messgehilfen) unterstützt. Diese erhalten ihre Ausbildung entweder an Fachschulen mit ausgedehnten praktischen Feldübungen oder in einem Lehrberuf.